# La Mort de Cléopâtre
Cet article concerne le thème artistique lié à sa mort. Pour la mort de la personnalité historique, voir Mort de Cléopâtre.

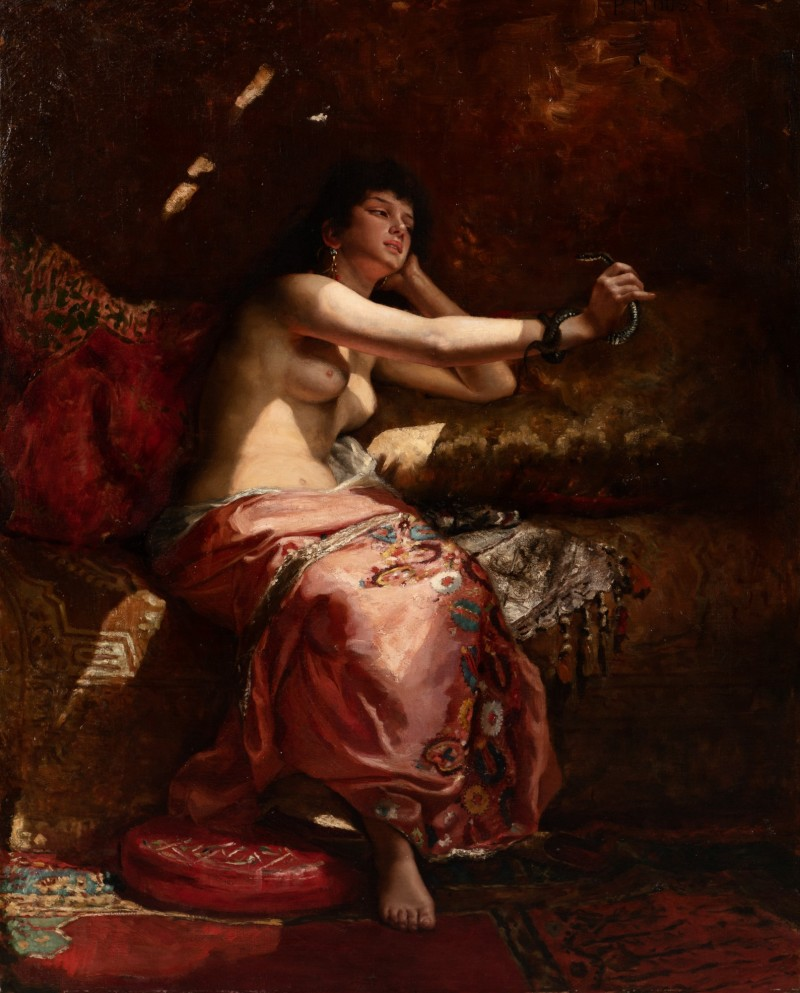
The Death of Cleopatra, Pierre-Joseph Mousset

La Mort de Cléopâtre est un sujet classique dans la peinture et dans une moindre mesure dans la sculpture. Il représente les derniers instants de Cléopâtre VII, reine d'Égypte, qui se suicide à Alexandrie durant l'été 30 av. J.-C. après sa défaite à Actium.
Le thème de la mort de Cléopâtre est très représenté dans l'art depuis le Moyen Âge. Une des plus anciennes représentations se trouve sur un manuscrit de Boccace, conservé à la British Library : Cléopâtre se fait mordre la poitrine par deux serpents au milieu d'un paysage verdoyant. Selon Christian-Georges Schwentzel, « Le contact entre la poitrine dénudée et les serpents accentue la dimension érotique du suicide, associant de manière cruelle et sadique Éros et Thanatos, la sexualité et la mort ». Ce thème connaît ensuite de nombreux développements au cours des siècles suivants.
Chez Domenico Beccafumi (vers 1486-1551), la reine semble se délecter de la morsure du serpent. Michel-Ange innove en représentant un serpent d'une grosseur remarquable qui s'enroule autour du buste de Cléopâtre.[réf. nécessaire] Dans l'œuvre d'Artemisia Gentileschi, la mort de Cléopâtre illustre « l'abandon de la femme à son sort de victime, sans espoir de secours ni de rédemption » . On retrouve une cruauté comparable, au XVIIe siècle, dans la peinture de Guido Cagnacci, Sebastiano Mazzoni ou Jacques Blanchard.
En 1838, Eugène Delacroix inaugure un style de représentation mélancolique de la mort de Cléopâtre qu'on retrouve encore dans une aquarelle de Gustave Moreau (1887). La présence du serpent met aussi la mort de Cléopâtre en lien avec le personnage d'Ève dans la Bible.

## Tableaux
- vers 1514 : Andrea Solari, La Mort de Cléopâtre, collection privée.
- 1520-1524 : Jan van Scorel, La Mort de Cléopâtre, Rijksmuseum Amsterdam.
- vers 1525-1530 : Rosso Fiorentino, La Mort de Cléopâtre, Musée Herzog Anton Ulrich.
- 1525-1550 : Leonardo da Pistoia, "Cléopâtre", Galerie Borghèse.
- vers 1550-1555 : Domenico Brusasorci, La Mort de Cléopâtre, Fondazione Cassa di Risparmio, Cesena.
- vers 1570 : Denis Calvaert, Cléopâtre, galerie Canesso, Paris.
- vers 1600-1630 : Giovanni Francesco Guerrieri, Cléopâtre, Quadreria della Fondazione Cassa di Risparmio di Fano, Fano.
- vers 1620 : Artemisia Gentileschi, Cléopâtre, Fondation Cavallini Sgarbi, Ro (Ferrare).
- vers 1630 : 
  - Jacques Blanchard, La Mort de Cléopâtre, musée des Beaux-Arts de Reims.
  - Guido Reni, La Mort de Cléopâtre, palais Pitti, Florence.
- vers 1630-1640 : Massimo Stanzione, La Mort de Cléopâtre, musée de l'Ermitage, Saint-Pétersbourg.
- vers 1635-1640 : Pierre Mignard, La  Mort de Cléopâtre, musée de l'Ermitage, Saint-Pétersbourg
- vers 1640 : Claude Vignon, Cléopâtre se donnant la mort, musée des Beaux-Arts de Rennes.
- vers 1640-1650 : Giovanni Andrea de Ferrari, La Mort de Cléopâtre, Fondazione Credito Bergamasco, Bergame.
- 1648 : Le Guerchin, Cléopâtre mourante, Palazzo Rosso, Gênes.
- vers 1650 : Felice Ficherelli, La Mort de Cléopâtre, Narodna Galerija, Ljubljana.
- vers 1659-1662 : Guido Cagnacci, La Mort de Cléopâtre, Kunshistorische Museum, Gemaldegalerie, Vienne.
- 1660-1663 : Guido Cagnacci, Cléopâtre, Pinacothèque de Brera, Milan.
- 1675 : Francesco Cozza, La Mort de Cléopâtre, musée des Beaux-Arts de Nice.
- 1715 : Antoine Rivalz, La Mort de Cléopâtre, musée des Augustins, Toulouse.
- 1796-1797 : Jean-Baptiste Regnault, La Mort de Cléopâtre, Stiftung Museum Kunstpalast, Düsseldorf.
- 1850 : Jean Gigoux, La Mort de Cléopâtre, au musée des Beaux-Arts de Chambéry.
- 1874 : Jean-André Rixens, La Mort de Cléopâtre, Musée des Augustins de Toulouse.
- 1875 : Hans Makart, La Mort de Cléopâtre, Museumslandschaft Hessen Kassel, Neue Galerie, Cassel.
- 1890 : John Collier, La Mort de Cléopâtre, Gallery Oldham, Oldham.
- 1911 : Gyula Benczúr, Cléopâtre mourant, musée Déri, Debrecen.

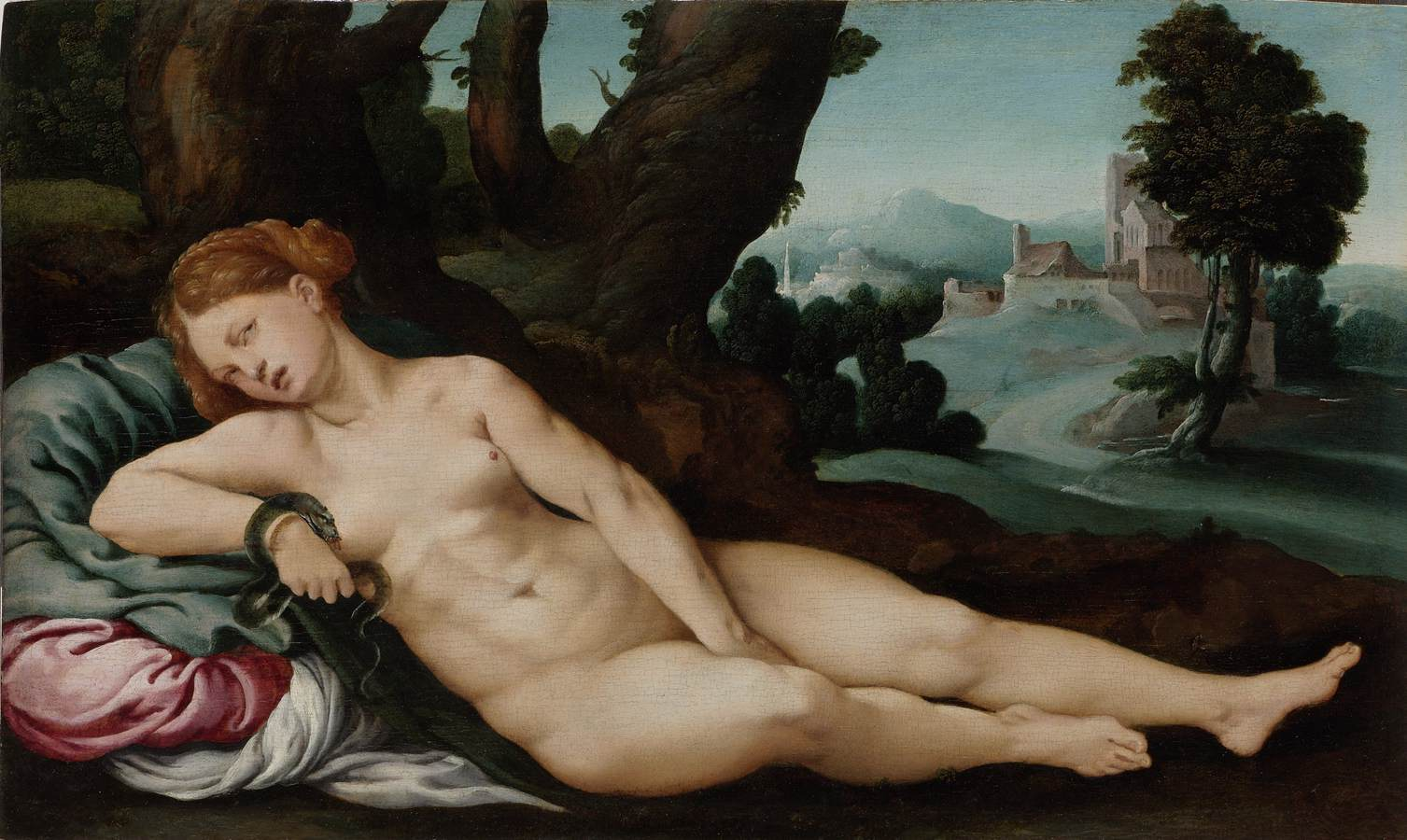
Jan van Scorel, 1520-1524
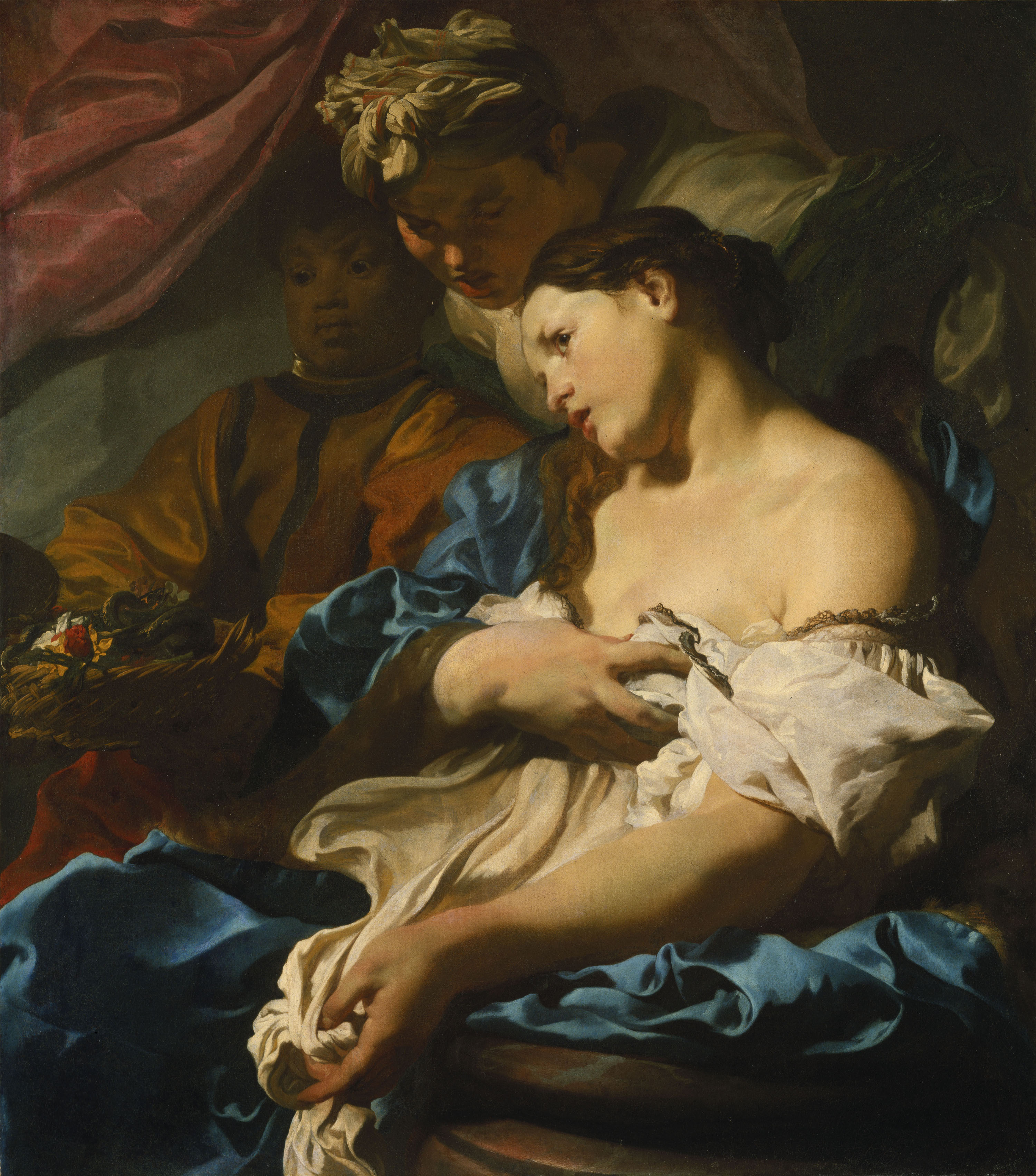
Johann Liss, 1622-1624
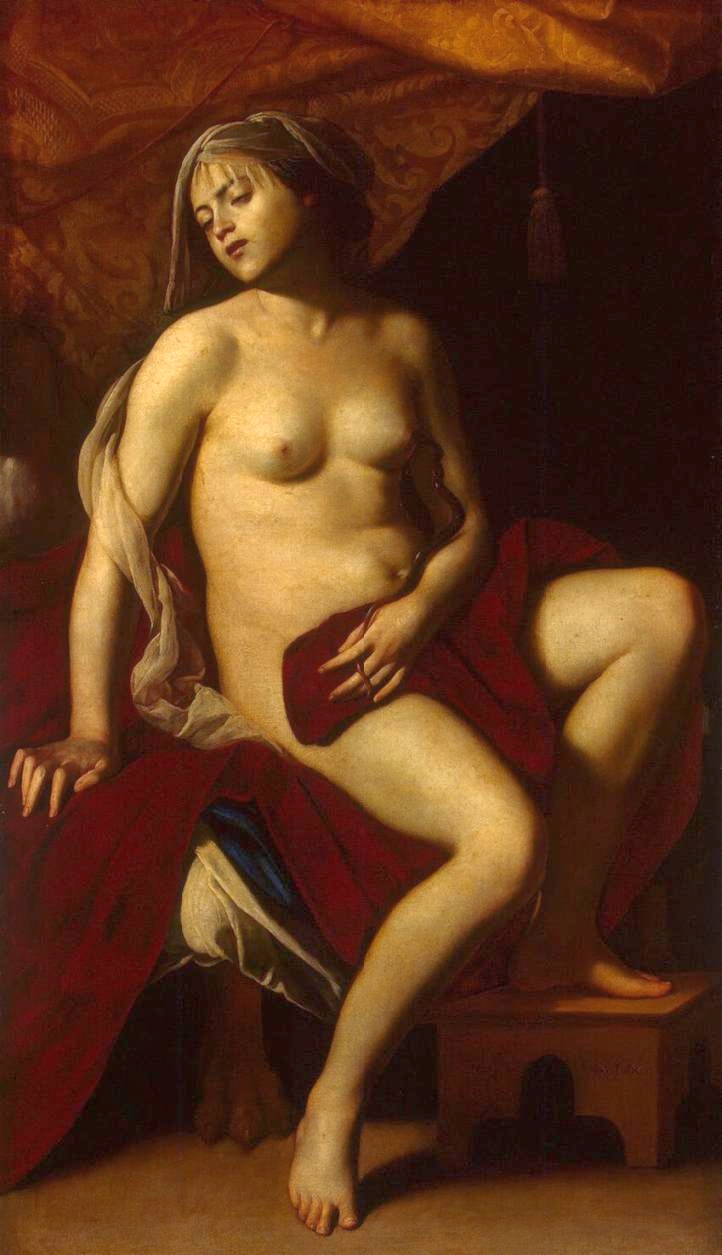
Massimo Stanzione, 1630
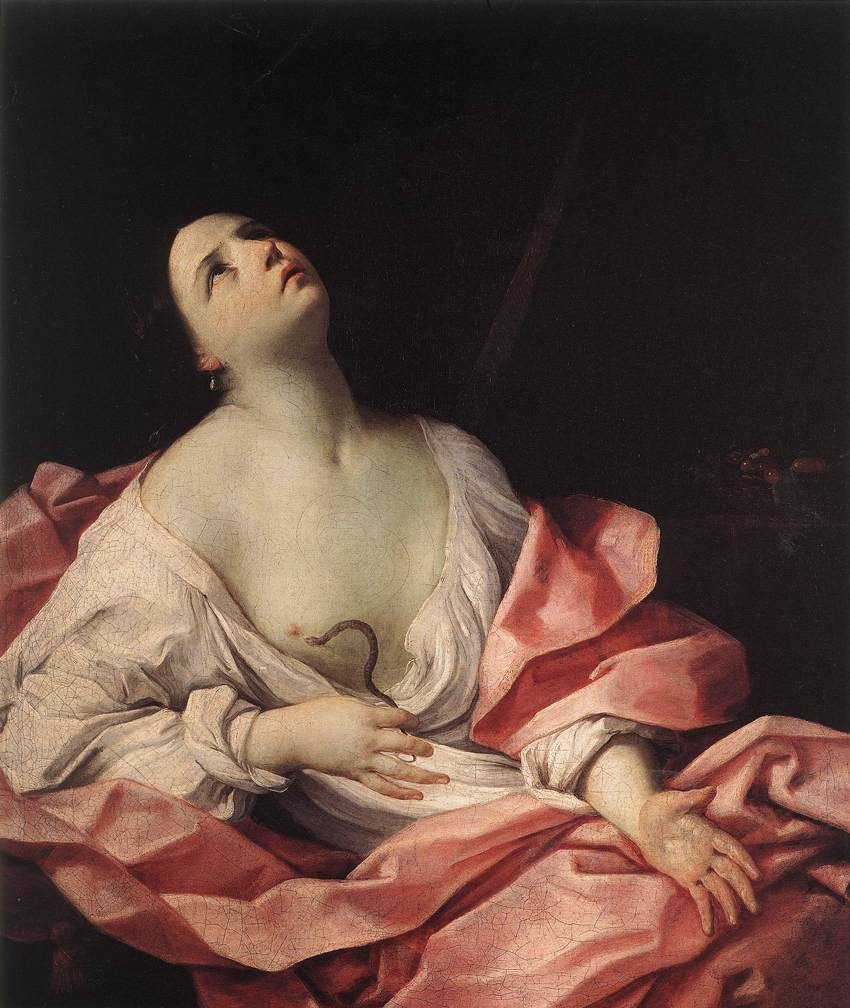
Guido Reni, 1630
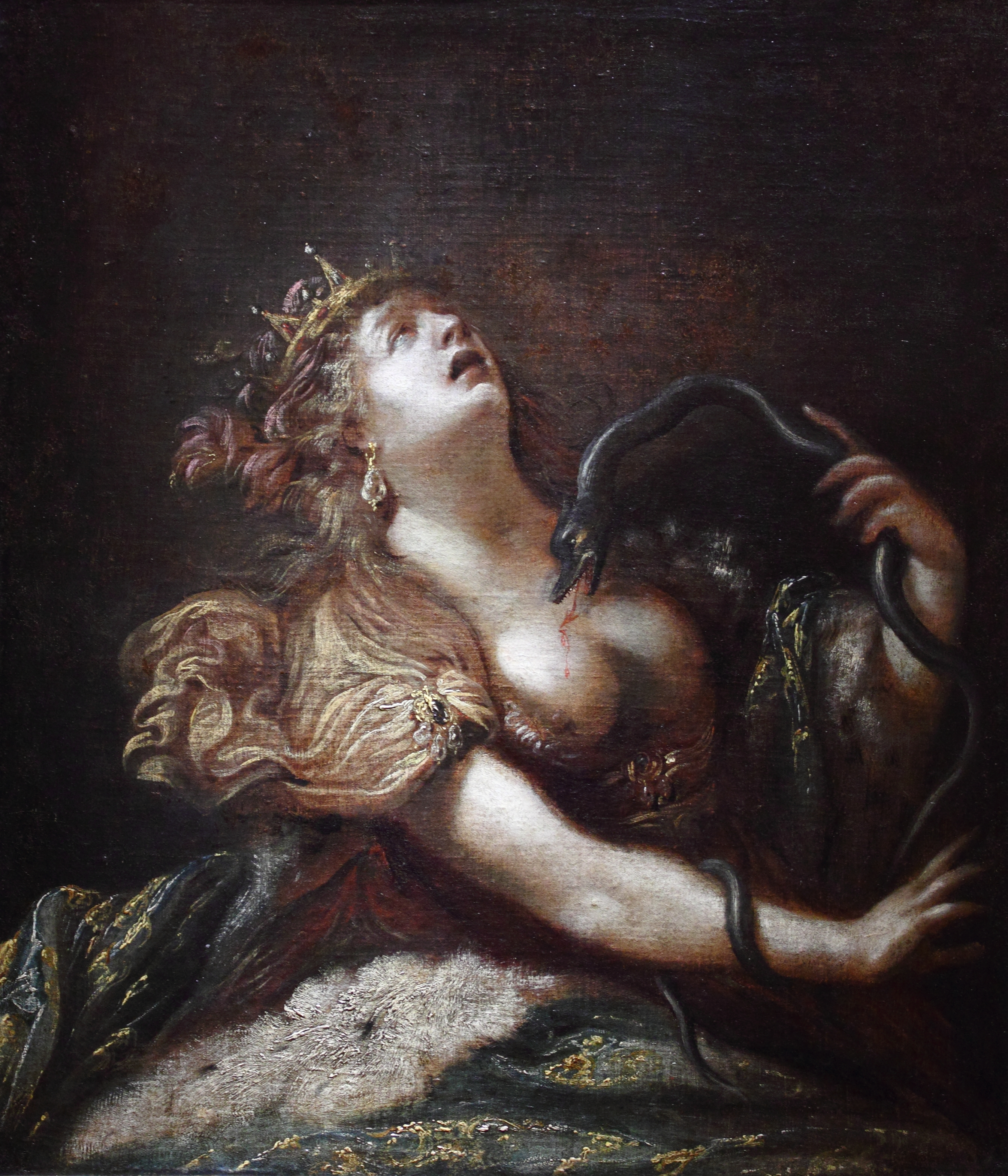
Claude Vignon, 1640, musée des Beaux-Arts de Rennes
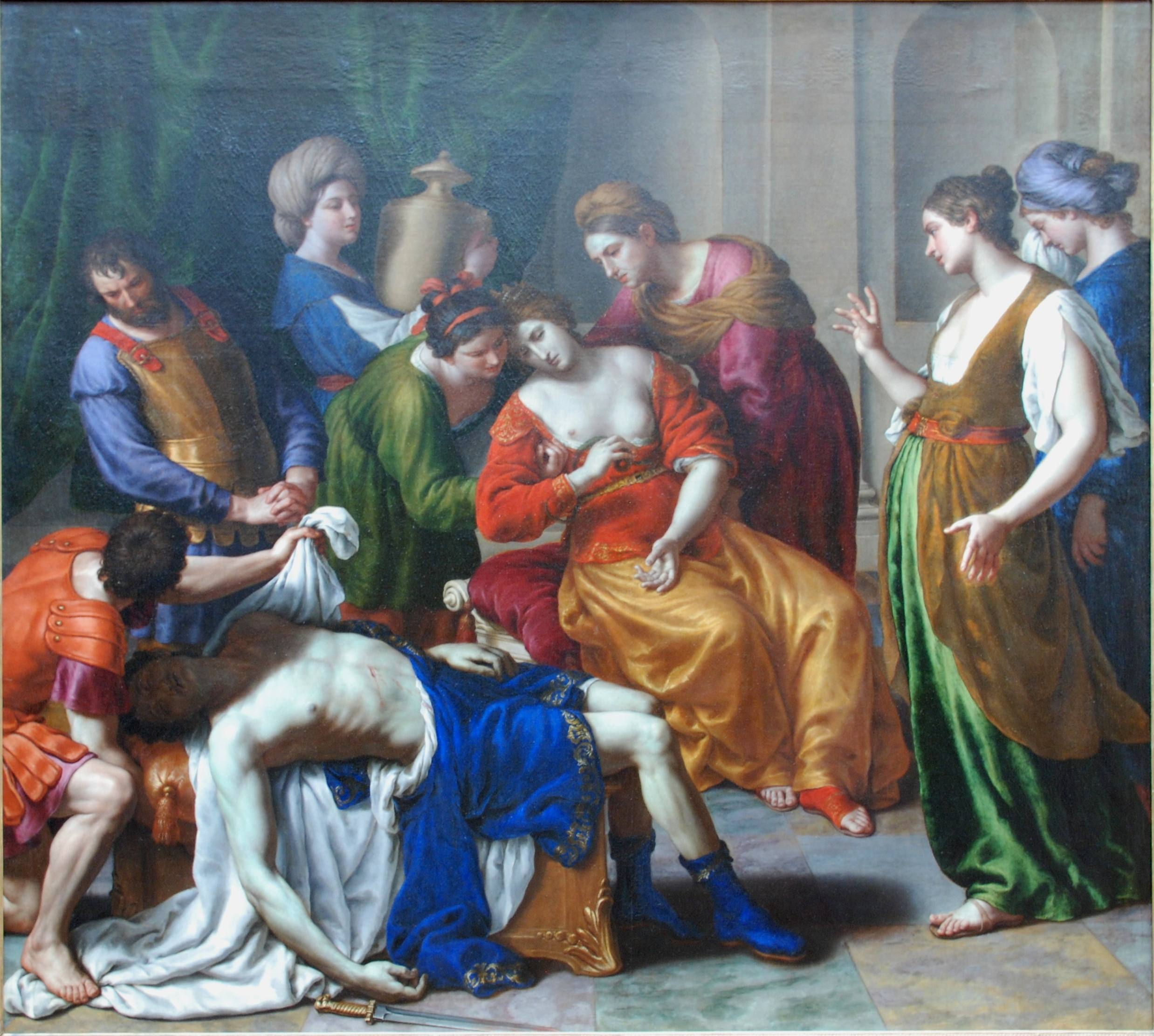
Alessandro Turchi, 1640
Guido Cagnacci, 1659
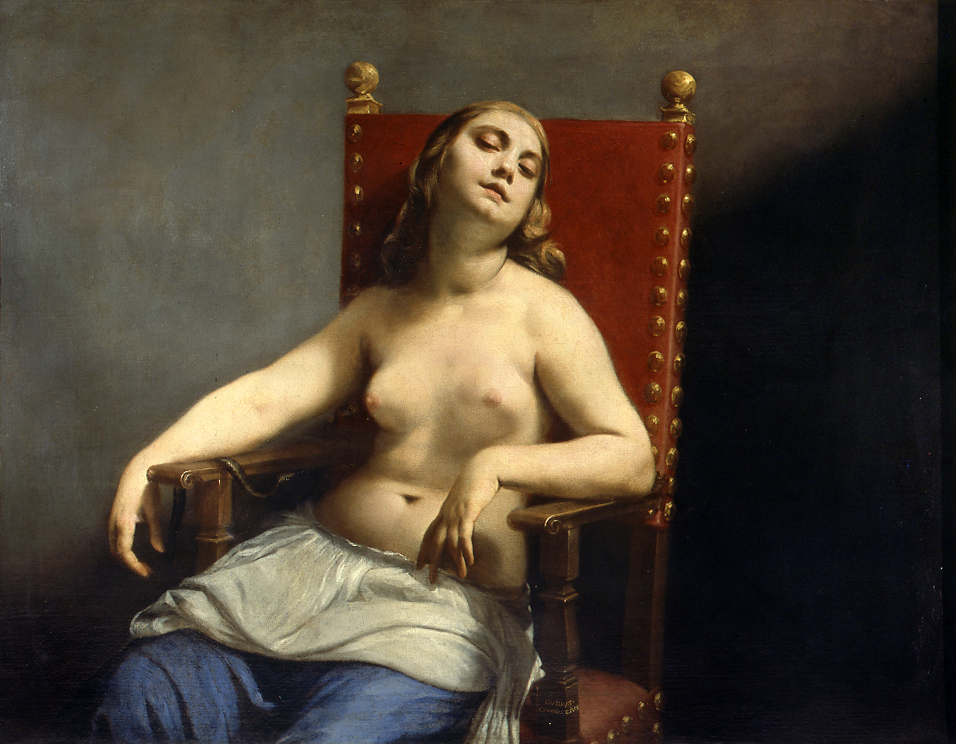
Guido Cagnacci, 1660
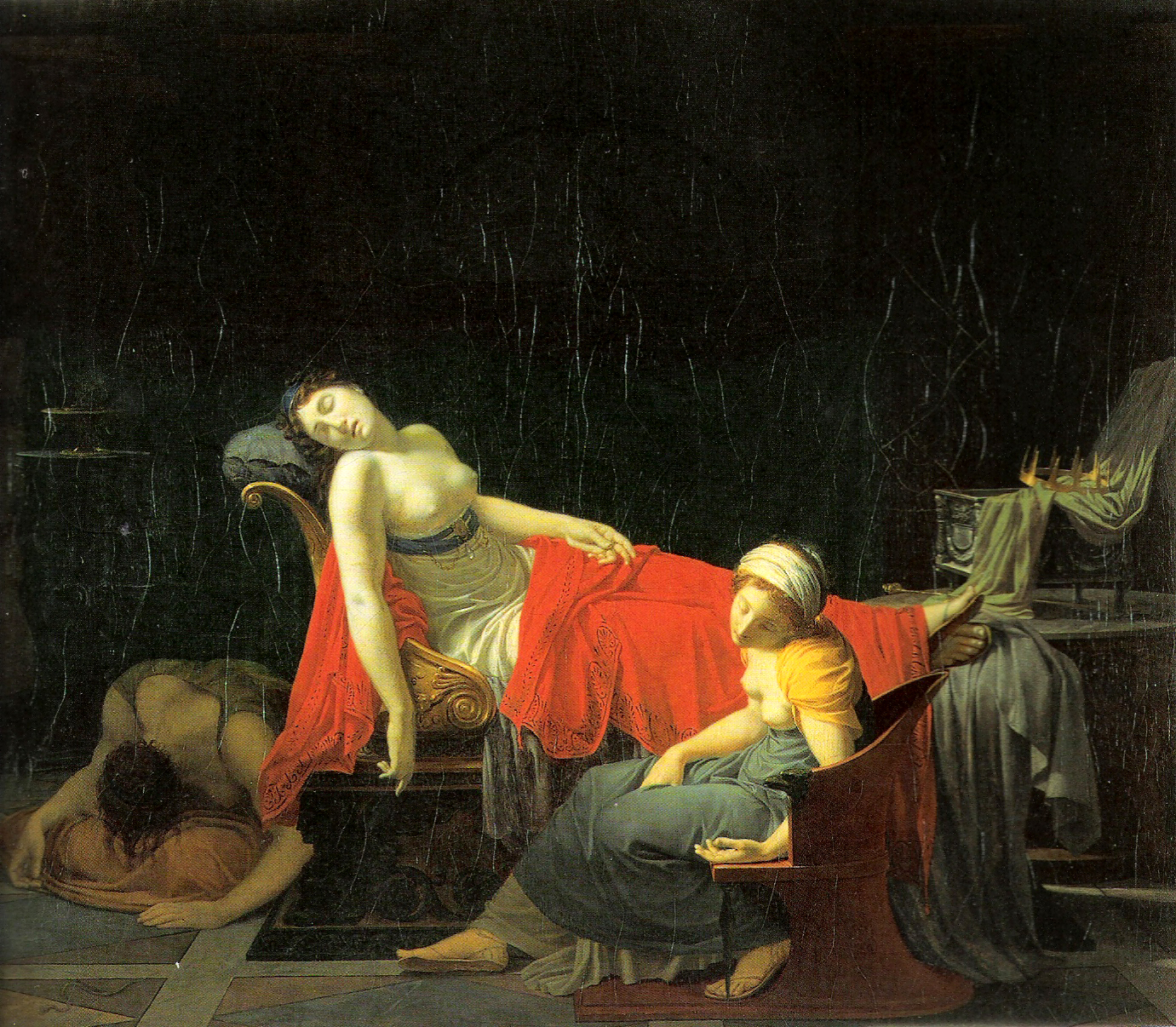
Jean-Baptiste Regnault, 1799
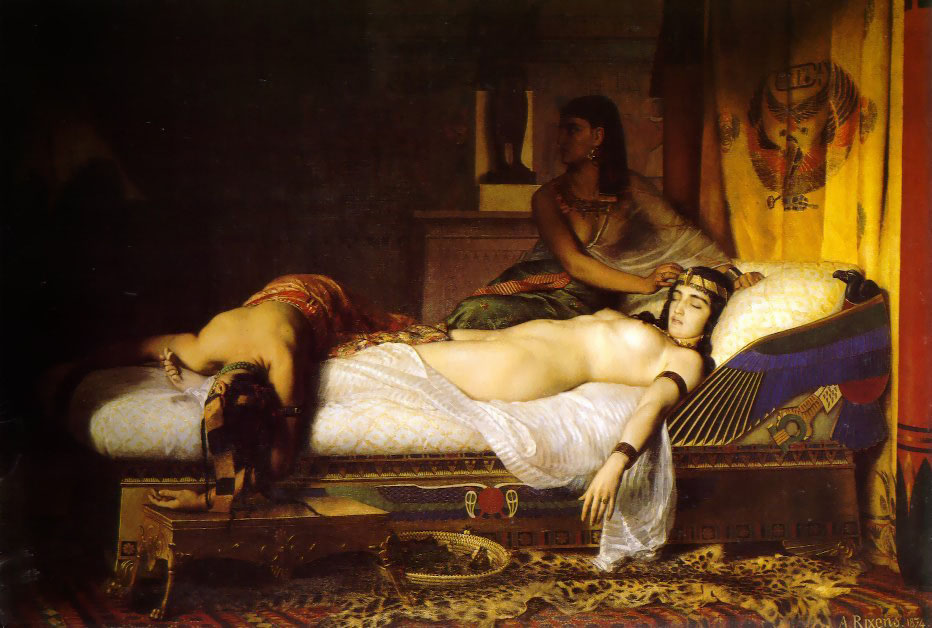
Jean-André Rixens, 1874
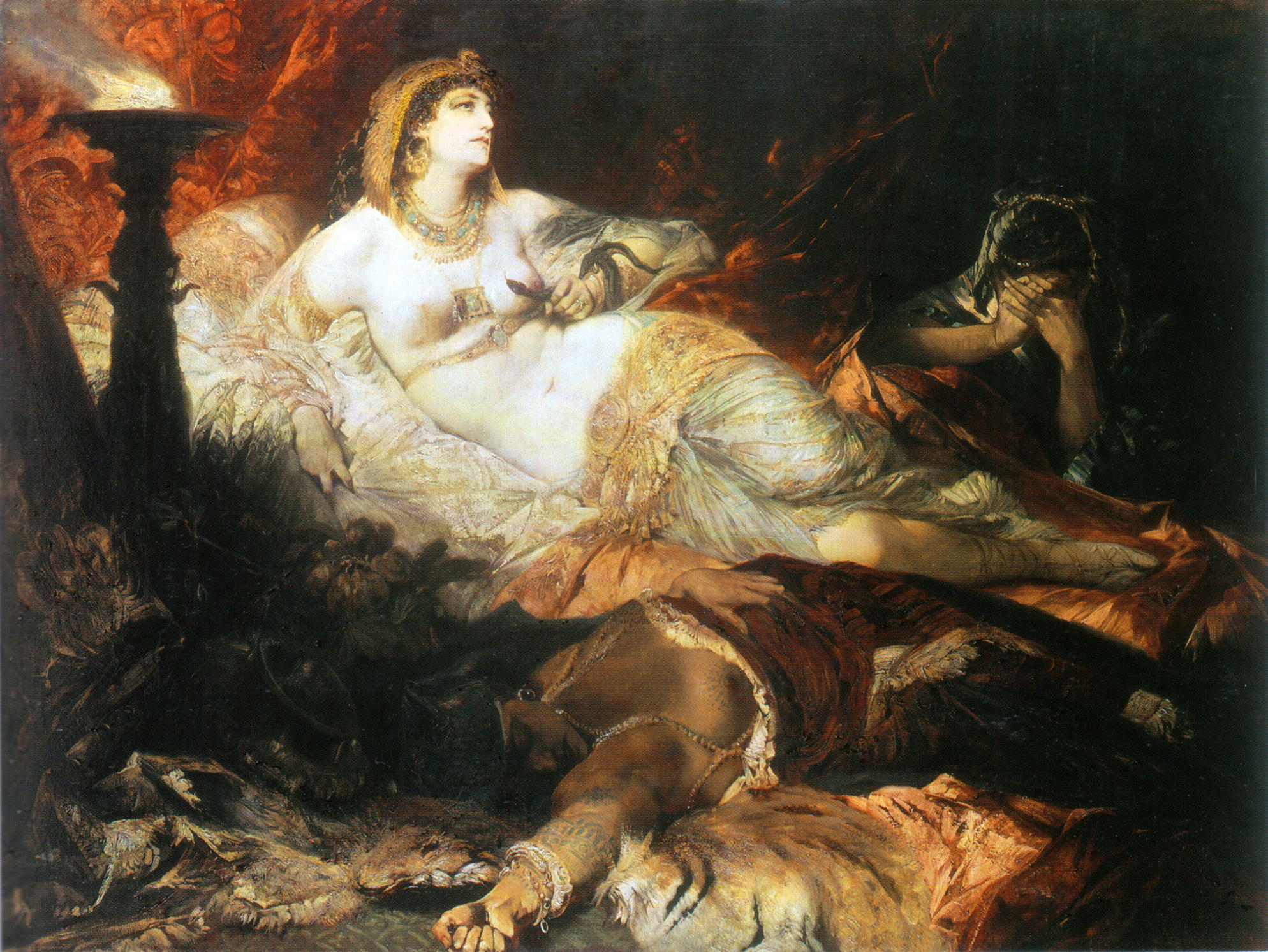
Hans Makart, 1875
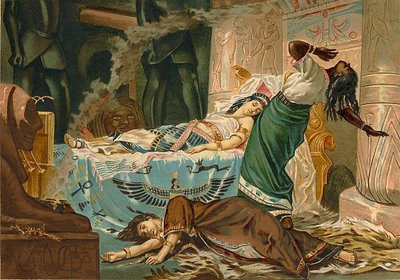
Juan Luna, 1881
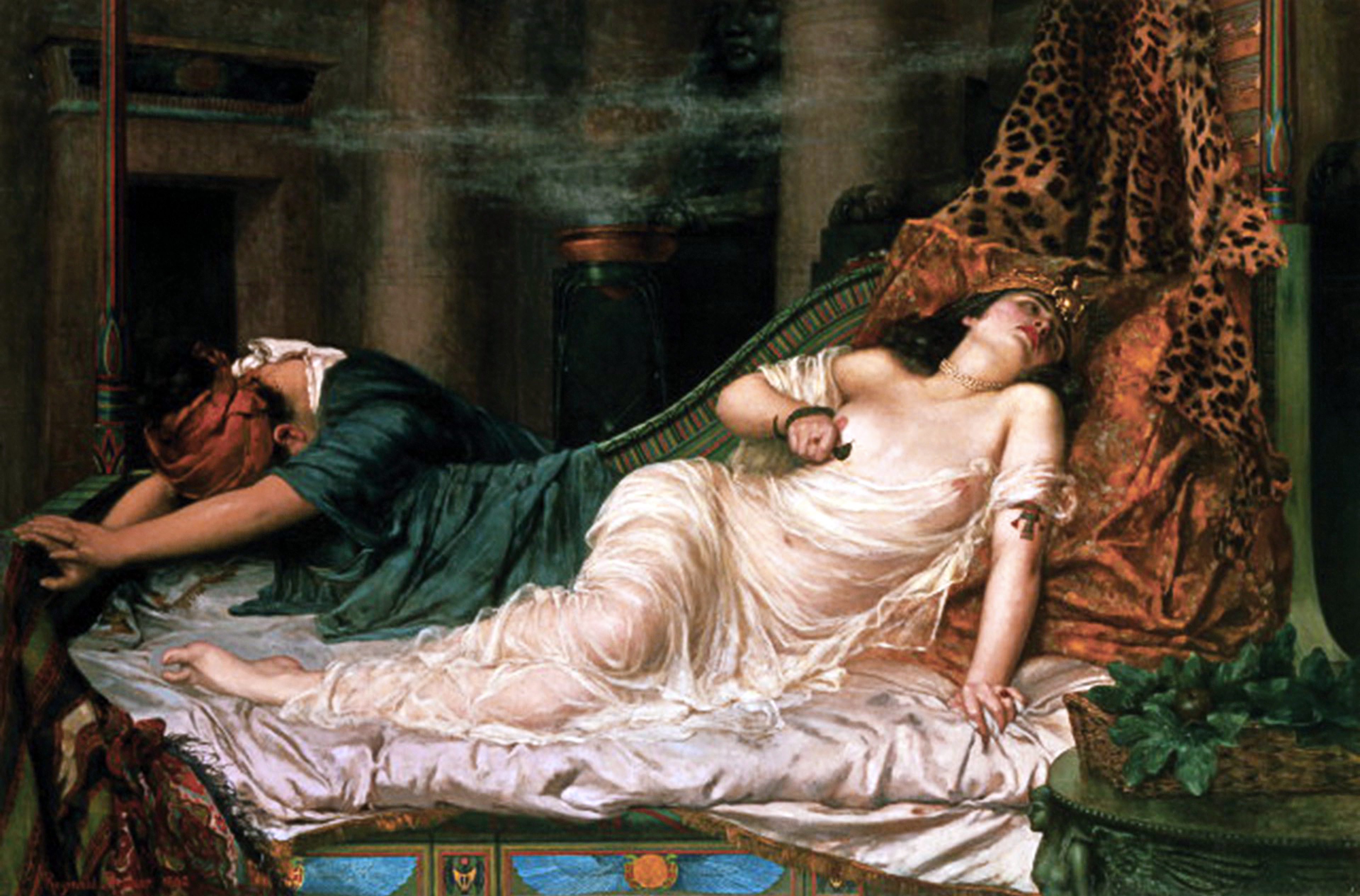
Reginald Arthur, 1892
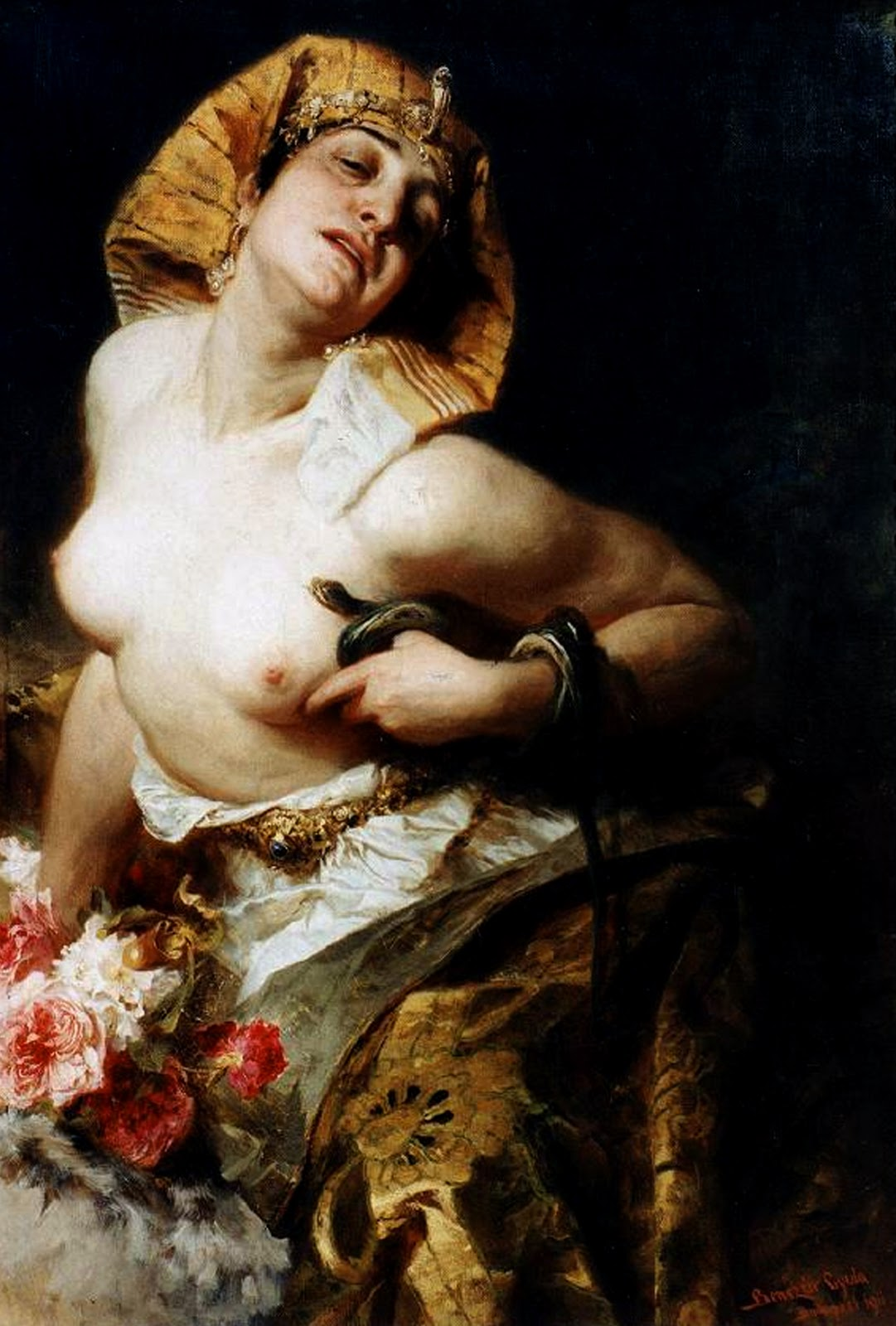
Gyula Benczúr, 1911

## Sculptures

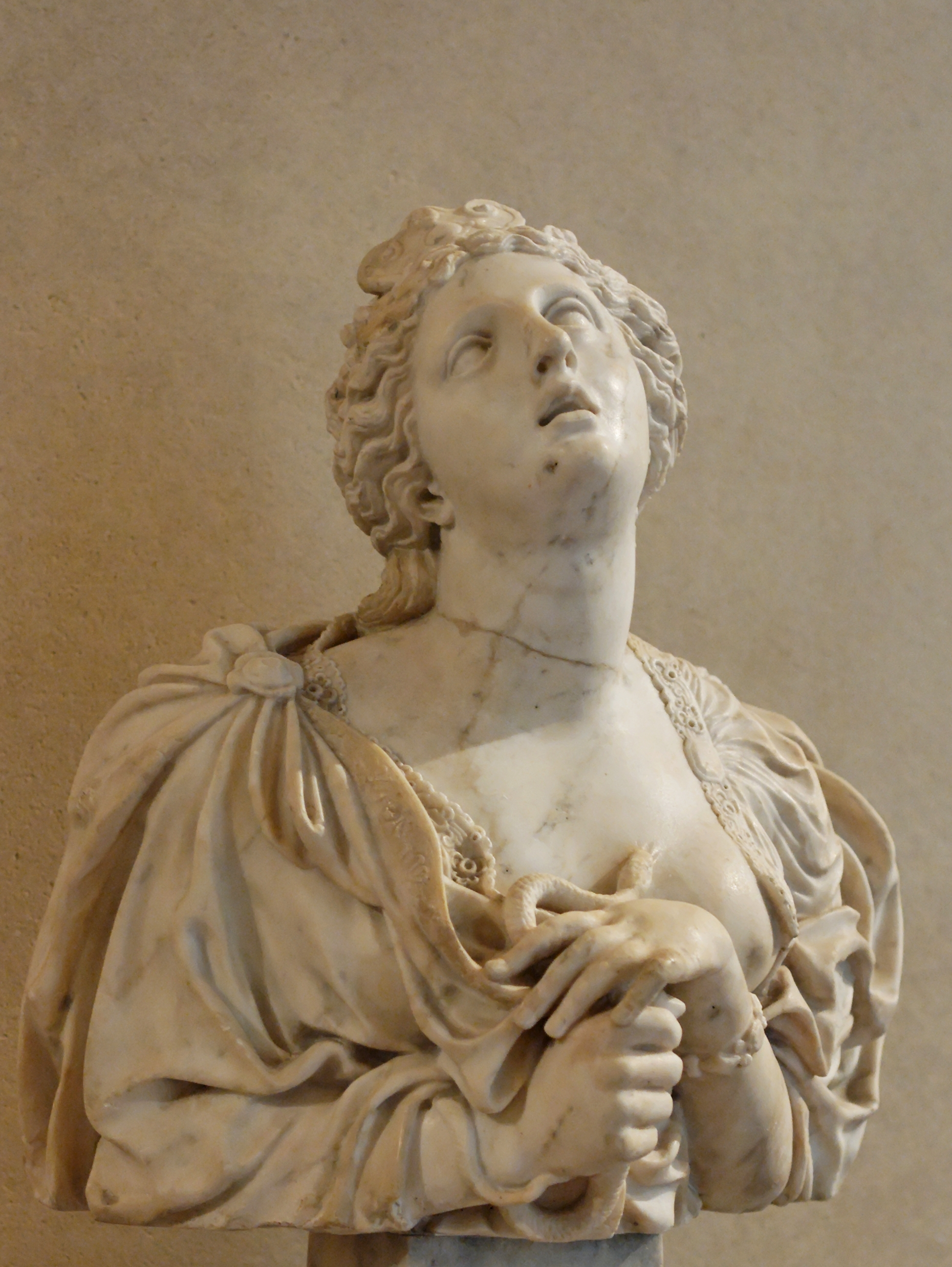
Claude Bertin (en), musée du Louvre
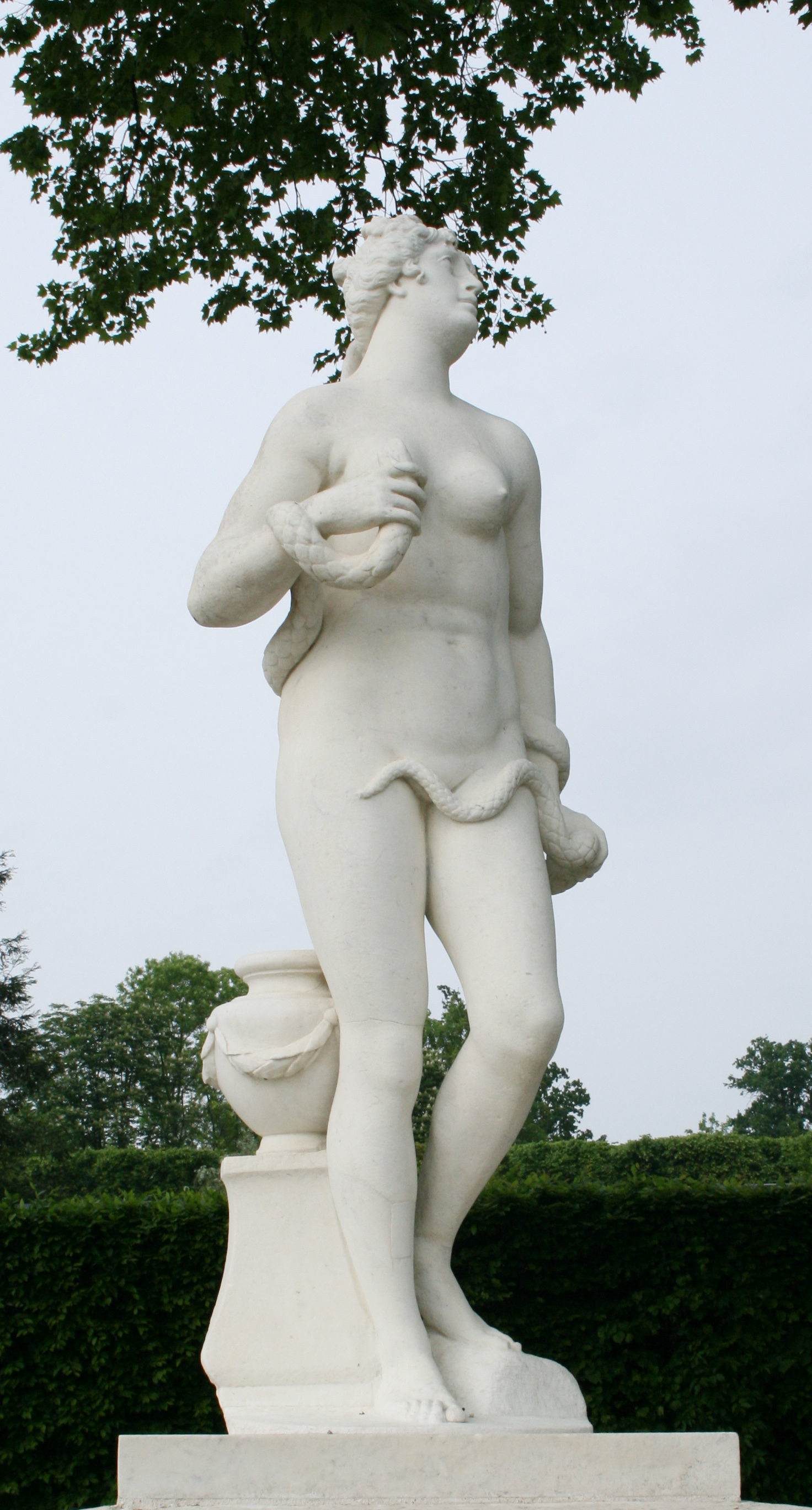
Demi-lune du bassin d'Apollon, château de Versailles
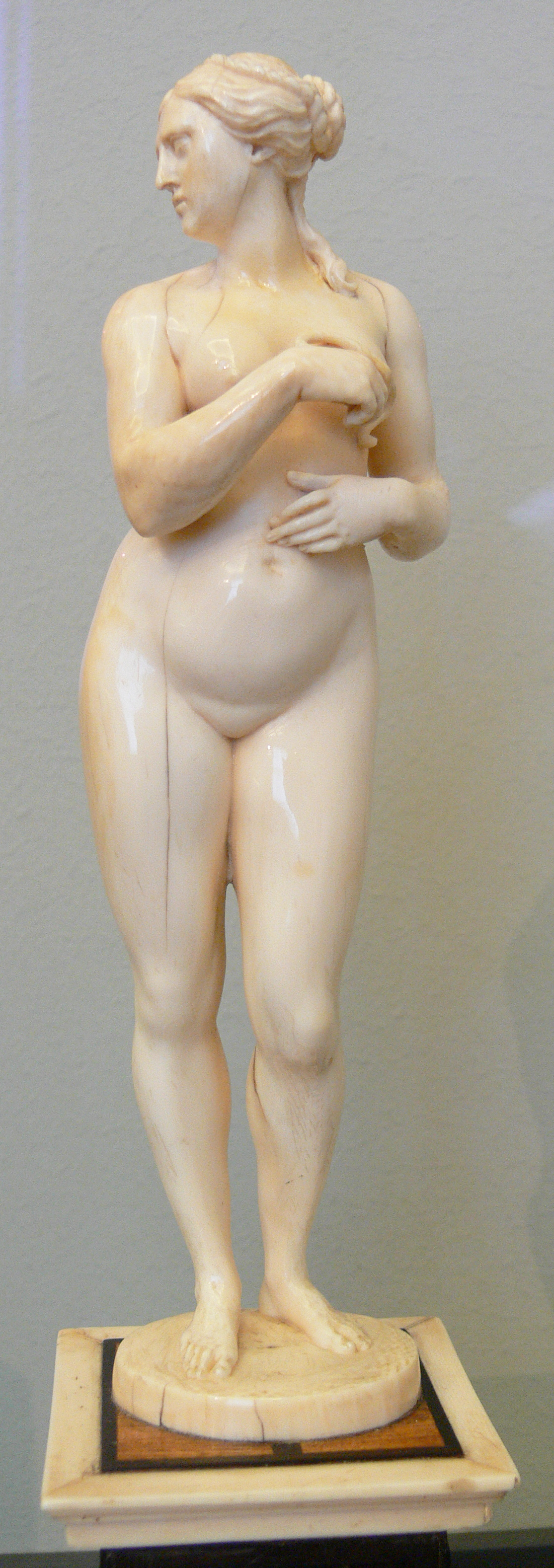
Leonhard Kern, musée de Bode, Berlin
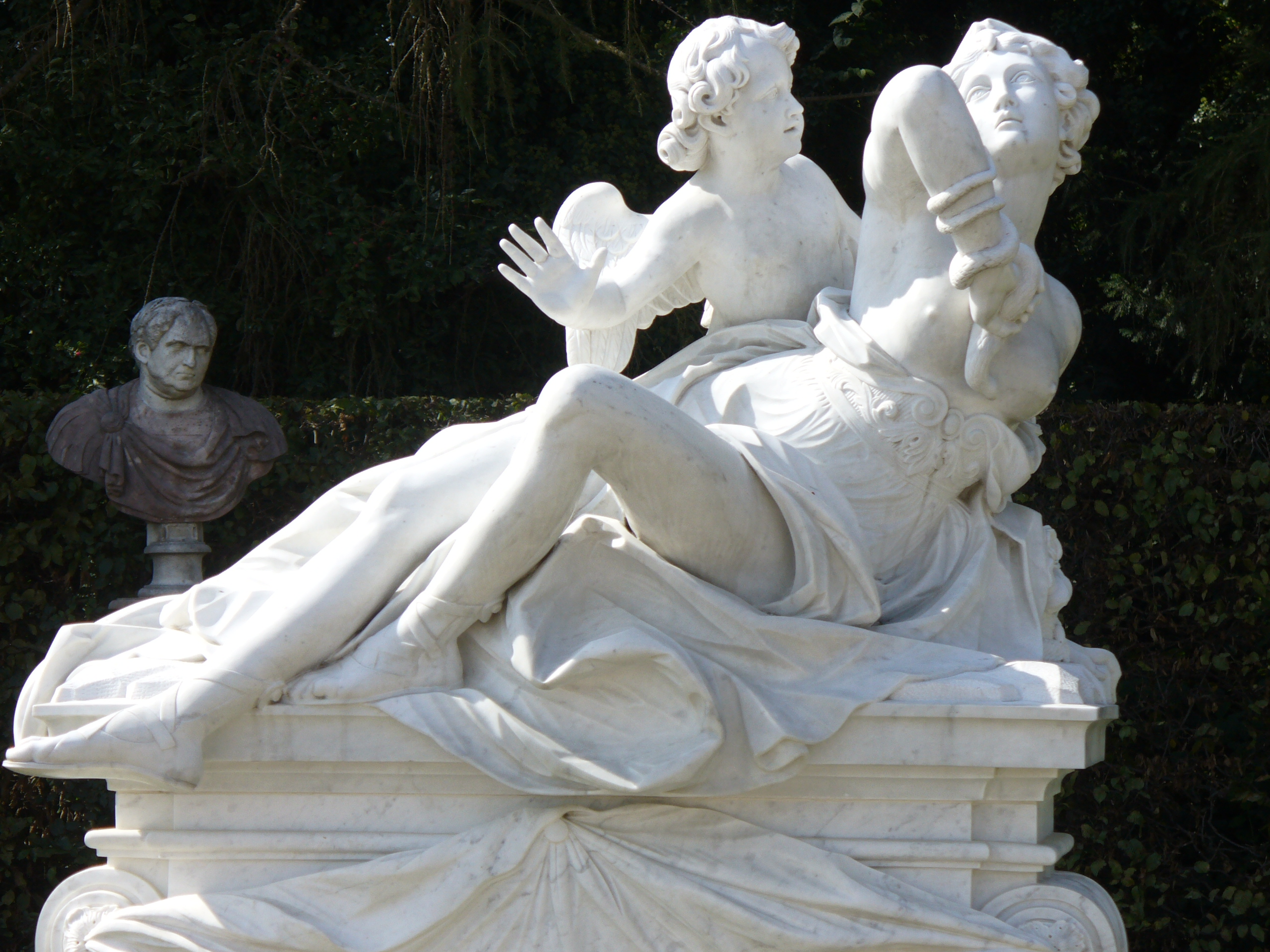
François Gaspard Adam, palais de Sanssouci, Potsdam

Au XIXe siècle, la figure de la reine égyptienne suscite l’inspiration de nombreux artistes et sculpteurs américains. On recense alors près d’une quinzaine d’œuvres consacrées à Cléopâtre, réalisées par six sculpteurs : William Wetmore Story (1858), James H. Haseltine (1868), Thomas Ridgeway Gould (1873), Isaac Broome (1876), Margaret Foley (1876) et Edmonia Lewis (1876).

## Musique
- Hector Berlioz, La Mort de Cléopâtre, cantate, Karen Cargill, Scottish Chamber Orchestra, dir. Robin Ticciati  (CD Linn, rec. 04/2012)